# Jan Sawka
Jan Sawka (10 de diciembre de 1946 - 9 de agosto de 2012) fue un artista y arquitecto estadounidense, de origen polaco.

## Biografía
Sawka nació de padre arquitecto y madre de lingüista, Jan y Mari Sawka, en la ciudad de Silesia, Zabrze en 1946. Su infancia se vio ensombrecida por la prisión política de su padre en la era de Stalin. Sawka completó dos maestrías; en pintura y grabado de la Academia de Bellas Artes de Wroclaw y en Ingeniería de Arquitectura del Instituto de Tecnología de Wroclaw. A los 20 años, Sawka era una estrella famosa de la Escuela Poster de Polonia y un artista líder de la contracultura. Sus actividades de la oposición llevarían a su exilio en 1976. Desde 1977, había residido en Nueva York y fue parte de la corriente cultural norteamericana. Ha realizado dibujos editoriales para The New York Times, numerosas galerías han exhibido sus pinturas y grabados, y ha diseñado para teatros como el Harold Clurman, Jean Cocteau Repertory y Samuel Beckett Theater. Sus obras se encuentran en más de 60 museos de todo el mundo y ha tenido más de 70 exposiciones individuales en museos y galerías internacionales. Sus premios han incluido el Oscar de la Peinture de 1975 en Cagnes-sur-Mer, Francia por la pintura y la Medalla de Oro en la Bienal de Poster Varsovia de 1978.
Murió de un ataque al corazón en su casa de High Falls, Nueva York en 2012.

## Puntos seleccionados de la carrera
- 1975, Oscar de la Peinture award and the special prize of the President of France, 7th

International Painting Festival, Cagnes-sur-Mer, France.
- 1986 , NY Times Book of the Year for "A Book of Fiction," Clarkson and Potter, New York

- 1989

First large-scale concert set (10 stories in height, for the Grateful Dead 25th Anniversary Tour) 1989.
- 1994

"The Eyes" multimedia spectacle fully conceived and executed by Jan Sawka is produced by famed theatre director Tadashi Suzuki at Mito Art Tower Center, Japan.
- 1994

Japanese Cultural Agency Award, Tokyo.
- 1996

International OSAKA Award nominee in the fields of architecture and design.
- 1996

Presentation to the Royal Family of Abu Dhabi, U.A.E. of the Tower of Light Cultural Complex design.
- 1999

Design and rendering of large-scale projections for Houston SKYPOWER 40th Anniversary of NASA celebration spectacle.
- 2003

Premio di Lorenzo Il Magnifico Gold Medal in Multimedia, 4th International 
Biennial of Contemporary Art, Florence, Italy.  This award was given for the pilot of "The Voyage" multimedia spectacle.  "The Voyage" is now in pre-production as a joint production of Toho Studios, Japan and Helge Joost Productions, Germany for worldwide distribution.
- 2004

Exhibition entitled "Into the Open: From Studio Works to Monumental Projects, and Beyond…" at landmark New York art gallery ACA Galleries, New York (on the NY Time's list of top ten most important galleries of New York City)
2004 – 
Development of the Tower of Light Cultural Complex, including 9 museums and 4 major cultural institutions for the city of Abu Dhabi, United Arab Emirates.

## Principales premios
- 1973 – Award for the most outstanding young poster designer, 5th Biennial of Polish Poster Design, Katowice (Poland)
- 1973 – Second place, 6th National Graphic Art Exhibition, Warsaw (Poland)
- 1974 – LOT Polish Airlines Award, 5th International Poster Biennial, Warsaw (Poland)
- 1974 – Golden Pin award, given by the editorial staff of Szpilki satirical magazine, Warsaw (Poland)
- 1975 – Oscar de la Peinture award and the special prize of the President of France, 7th International Painting Festival, Cagnes-sur-Mer (France)
- 1978 – 1st Prize, 7th International Poster Biennale, Warsaw (Poland)
- 1979 – Prize of Honor, 3rd Biennial of Poster Design, Lahti (Finland)
- 1990 – Silver Medal, XIV Biennale of Graphic Design, Brno (Czechoslovakia)
- 1991 – Artist Laureate, 7th Colorado International Invitational Poster Exhibition, Ft. Collins, Colorado (USA)
- 1994 – Japanese Cultural Agency Award, Tokyo (Japan)
- 1995 – Award of Merit, 9th Colorado International Invitational Poster Exhibition, Fort Collins, Colorado (USA)
- 2003 – Gold Medal in Multimedia, 4th International Biennial of Contemporary Art, Florence, (Italy)
- 2011 – AIA (American Institute of Architects) New Hampshire, Excellence in Architecture Design Award for Pease Monument and Complex - Jerusalem (Award received   together with Bartek Sapeta), New Hampshire, USA.